# 卡拉科尔電視公司
卡拉科尔電視公司（简称Caracol）是一个哥伦比亚私人电视网，由瓦罗雷姆集团拥有。
它是哥伦比亚领先的私营电视网络之一，与RCN電視公司（Canal RCN） 和哥伦比亚1频道（Canal 1） 并列。该网络发行和制作 5,000多个节目，并在80多个国家/地区播出。

## 自制节目
- 卡拉科尔新闻（Noticias Caracol）